# Oryx (Helikopter)
Der Oryx ist ein auf dem SA 330 Puma basierender mittelschwerer Transporthubschrauber des südafrikanischen Herstellers Denel Aviation of South Africa.
Als Weiterentwicklung des SA 330 Puma wird er von den Streitkräften Südafrikas für verschiedene Aufgaben genutzt:
- Transportaufgaben
  - Personentransport (max. 14 Sitze)
  - Truppentransport (16 Soldaten auf Sitzen oder 20 Soldaten auf dem Boden)
  - Schiffsversorgung
  - Transport von Außenlasten (4500 kg)
- Search and Rescue/Krankentransport (6 Krankentragen)
- Feuerbekämpfung (2500-kg-Wassersack)

Konstruktive Merkmale sind unter anderem in den Fahrwerksverkleidungen eingebaute Außentanks für eine Maximalreichweite von über 400 km, faltbare Rotorblätter und Anschlüsse für medizinisches Gerät. Der Oryx besitzt neben zwei großen Seitentüren auch eine Heckladeklappe für lange Güter. Die Pilotensitze sind so gepanzert, dass sie dem Feuer aus Sturmgewehren widerstehen. Für den Einsatz in Afrika verfügen die beiden Turbinen außerdem über spezielle Sandfilter.
Für Rettungsmissionen kann der Oryx mit Wetterradar, einer Seilwinde (max. 272 kg Belastung), Schwimmblasen und Suchscheinwerfer ausgerüstet werden.
Als Option können im Laderaum Zusatztanks aufgestellt werden, welche die Reichweite auf 2000 km erhöhen.

## Technische Daten
| Kenngröße                    | Daten                     |
| ---------------------------- | ------------------------- |
| Gesamtlänge                  | 18,74 m                   |
| Gesamthöhe                   | 4,63 m                    |
| Gesamtbreite                 | 3,00 m                    |
| Rotordurchmesser             | 15,60 m                   |
| Heckrotordurchmesser         | 3,051 m                   |
| Rumpflänge                   | 15,45 m (inkl. Heckrotor) |
| Achsabstand                  | 4,055 m                   |
| Spurbreite                   | 3,00 m (nur Hinterräder)  |
| Triebwerke                   | 2, 1400 kW Dauerleistung  |
| max. Startmasse              | ca. 8000 kg               |
| Höchstgeschwindigkeit        | 165 kn (305,58 km/h)      |
| Reisegeschwindigkeit         | 152 kn (281,504 km/h)     |
| Steigrate                    | 3000 ft/min (bei 6000 kg) |
| Reichweite mit Außentanks    | 415 km                    |
| Reichweite mit Laderaumtanks | 2000 km                   |